# Cryphia cretica
Cryphia cretica là một loài bướm đêm trong họ Noctuidae.